# Коледни мачове в Националната баскетболна асоциация
Коледни мачове се играят в НБА на Коледа, 25 декември.
Те са ежегодна традиция от създаването на лигата през 1947 г. Към момента на всяка Коледа се изиграват по 5 срещи. Двубоите в повечето случаи се изиграват от най-популярните отбори и отбори с най-добрите играчи в лигата. Много често на Коледа се изиграва мач между финалистите от последните финали в лигата.

## История
Първият мач на 25 декември се изиграва през 1947 година, една година след създаването на лигата. Ню Йорк Никс побеждават Провидънс Стиймролърс в Медисън Скуеър Гардън 89–75. От тогава всяка година се играят мачове, освен през 1998 (локаута прекратява половината сезон 1998/99)

### Отбори и играчи
Никс е отборът играл най-много двубои на Коледа, общо 51. Имат 22 победи и 29 загуби.
Някои играчи са участвали на коледните мачове като играч и треньор. Док Ривърс играе за Никс през 1992 и е треньор за Бостън Селтикс от 2008 до 2013. Фил Джаксън, който също участва като играч и треньор, е участвал в повече от 20 двубоя, като треньор от 1990 до пенсионирането в края на сезон 2010/11. Неговата победа номер 1000 е на коледния двубой през 2008 година. Коби Брайънт е играл 16 двубоя на този ден, повече от всеки друг. Всъщност той има най-много двубои изиграни на тази датата, отколкото на която и да е друга. Първия му двубой е през 1996, а последния през 2015.
През годините много играчи и отбори играят двубоите със специални екипи и обувки. От сезон 2012/13 НБА и Адидас представят специални екипи за всяка Коледа с различна тематика.

### Запомнящи се моменти
Коледните двубои събират някои от най-запомнящите се моменти в историята на НБА. Бърнард Кинг вкарва 60 точки за Ню Йорк Никс през 1984. Патрик Юинг помага за победата на Никс над Селтикс, след като губят с 25 точки през 1985. След това той побеждава Майкъл Джордан и Чикаго Булс с точен изстрел в последната секунда, следващата година. Скоти Пипън прави блок в последната секунда през 1994.
Първия двубой между Кобе Брайънт и Шакил О'Нийл, след „раздялата“ им в Лос Анджелис Лейкърс е на Коледа 2004 година. 2009 и 2010 година са известни със сблъсъците между Кобе и ЛеБрон Джеймс. През 2012, Кобе става играчът с най-много точки в Коледните игри с 383 точки, минавайки Оскар Робъртсън с 377 точки.
След локаута през 2011 година, първите двубои от сезона се изиграват именно на Коледа.

## Класиране от Коледните двубои
За съществуващите отбори
| Отбор                   | Последен мач | Победи | Загуби | Предишни имена |
| ----------------------- | ------------ | ------ | ------ | --- |
| Атланта Хоукс           | 2021         | 9      | 12     | Трай-Сити Блекхоукс (1949–51) Милуоки Хоукс (1951–55) Сейнт Луис Хоукс (1955–68)                                    |
| Бостън Селтикс          | 2023         | 17     | 20     | |
| Бруклин Нетс            | 2021         | 6      | 5      | Ню Джърси Нетс (1977–2012)                                                                                          |
| Шарлът Хорнетс          | Никога       | 0      | 0      | Шарлът Бобкетс (2004–14)                                                                                            |
| Чикаго Булс             | 2016         | 13     | 8      | |
| Кливланд Кавалиърс      | 2017         | 7      | 7      | |
| Далас Маверикс          | 2023         | 4      | 3      | |
| Денвър Нъгетс           | 2023         | 3      | 6      | |
| Детройт Пистънс         | 2005         | 10     | 22     | Форт Уейн Пистънс (1948–57)                                                                                         |
| Голдън Стейт Уориърс    | 2023         | 15     | 18     | Филаделфия Уориърс (1946–62) Сан Франциско Уориърс (1962–71)                                                        |
| Хюстън Рокетс           | 2019         | 6      | 6      | Сан Диего Рокетс (1967–71)                                                                                          |
| Индиана Пейсърс         | 2004         | 2      | 2      | |
| Лос Анджелис Клипърс    | 2020         | 8      | 9      | Бъфало Брейвс (1970–78) Сан Диего Клипърс (1978–84)                                                                 |
| Лос Анджелис Лейкърс    | 2023         | 24     | 26     | Минеаполис Лейкърс (1948–60)                                                                                        |
| Мемфис Гризлис          | 2022         | 0      | 1      | Ванкувър Гризлис (1995–2001)                                                                                        |
| Маями Хийт              | 2023         | 12     | 2      | |
| Милуоки Бъкс            | 2023         | 5      | 5      | |
| Минесота Тимбърулвс     | 2017         | 1      | 1      | |
| Ню Орлиънс Пеликанс     | 2020         | 1      | 3      | Ню Орлиънс Хорнетс (2002–05, 2007–13) Ню Орлиънс/Оклахома Сити Хорнетс (2005–07)                                    |
| Ню Йорк Никс            | 2023         | 24     | 32     | |
| Оклахома Сити Тъндър    | 2018         | 6      | 14     | Сиатъл Суперсоникс (1967–2008)                                                                                      |
| Орландо Меджик          | 2011         | 5      | 4      | |
| Филаделфия 76ърс        | 2023         | 19     | 15     | Сиракюз Нешънълс (1949–63)                                                                                          |
| Финикс Сънс             | 2023         | 12     | 9      | |
| Портланд Трейл Блейзърс | 2018         | 14     | 4      | |
| Сакраменто Кингс        | 2003         | 18     | 11     | Рочестър Роялс (1948–57) Синсинати Роялс (1957–72) Канзас Сити-Омаха Кингс (1972–75) Канзас Сити Кингс (1975–85)    |
| Сан Антонио Спърс       | 2016         | 5      | 6      | |
| Торонто Раптърс         | 2019         | 0      | 2      | |
| Юта Джаз                | 2021         | 6      | 2      | Ню Орлиънс Джаз (1974–79)                                                                                           |
| Вашингтон Уизърдс       | 2017         | 16     | 7      | Чикаго Пакърс (1961) Чикаго Зефирс (1962) Балтимор Булетс (1963–73) Кепитъл Булетс (1973) Вашингон Булетс (1974–97) |

- Последно обновено 25.09.2024